# السقيفة الجسرية
تقع السقيفة الجسرية، أو الجسر الظهري، داخل جذع الدماغ، وتشكل أحد جزأي جسر فارول، بينما يتكون الجزء الثاني من الجسر البطني أو الجزء القاعدي للجسر. يمكن تعريف السقيفة الجسرية على عكس الجسر القاعدي. يحتوي الجسر القاعدي على السبيل القشري النخاعي الذي يستمر باتجاه رأسي ذنبي ويُعتبر الامتداد الظهري للنخاع المستطيل البطني؛ مع ذلك، يتميز الجسر القاعدي عن النخاع المستطيل باحتوائه على الألياف الجسرية المستعرضة الإضافية المستمرة جانبيًا لتشكل السويقة المخيخية المتوسطة. تتألف السقيفة الجسرية من جميع المواد الواقعة ظهريًا من الجسر القاعدي إلى البطين الرابع. تتشارك مع السطح الظهري للنخاع المستطيل في تشكيل جزء من الحفرة المعينية – قاع البطين الرابع.
تحتوي السقيفة الجسرية على نوى الأعصاب القحفية (نوى الأعصاب القحفية ثلاثي التوائم (الخامس)، والمبعد (السادس)، والوجهي (السابع) والدهليزي القوقعي (الثامن) والمسارات الليفية المرتبطة بها، بالإضافة إلى النواة الشبكية السقيفية الجسرية، والجهاز كوليني الفعل المتوسط الجسري المكون من نواة السويقة الجسرية والنواة السقيفية الظهرية الجانبية ومجموعة التنفس الجسرية، المكونة من المركز المنظم للتنفس ومركز قطع التنفس، في المركز التنفسي. تشمل البنى الهامة القريبة كًلا من نواة العصب القحفي المحرك للعين (الثالث) ونواة العصب البكري (الرابع) الواقعتين في الدماغ المتوسط، والنوى الجسرية الواقعة داخل الجسر القاعدي، ونواة الرفاء والموضع الأزرق، ونوى العصبين القحفيين 9 و12 ومجموعة التنفس الظهرية الواقعة ذيليًا في جذع الدماغ. ترتبط مجموعة التنفس الظهرية بالمركزين المنظم للتنفس والخاص بقطع التنفس للسقيفة الجسرية.

## الوظيفة
نظرً إلى وجود عدد من النوى المختلفة داخل السقيفة الجسرية، ترتبط هذه المنطقة مع مجموعة واسعة من الوظائف بما في ذلك الحسية والحركية (من خلال النوى القحفية والمسارات الليفية)، إلى جانب التحكم في مراحل النوم، ومستويات الاستيقاظ والتيقظ (من خلال الأجهزة كولينية الفعل الصاعدة) وبعض جوانب التحكم التنفسي.

### وظائف نوى الأعصاب القحفية
تحتوي السقيفة الجسرية على نوى عدد من الأعصاب القحفية، بالتالي تلعب دورًا في العديد من مجموعات العمليات الحسية والحركية.
- تمثل النواة الحسية الرئيسية للعصب ثلاثي التوائم معلومات اللمس ووضعية الرأس والوجه، بدون الرقبة أو مؤخرة الرأس، اللتين تُعصبان بواسطة الأعصاب الرقبية. بالإضافة إلى ذلك، لا تمثل النواة الرئيسية معلومات الألم والحرارة، إذ تمثلها النواة ثلاثية التوائم الشوكية، التي تقع ذيليًا بالنسبة إلى السقيفة الذيلية في النخاع المستطيل.
- تتحكم النواة المبعدة في تبعيد العين (الدوران الخارجي).
- تقع النواة الحركية للوجه والنواة اللعابية العلوية للعصب الوجهي داخل السقيفة الجسرية. تتولى النواة الحركية للوجه مهمة التحكم الحركي في عضلات الوجه التعبيرية وعضلة الأذن الركابية، بينما تتحكم النواة اللعابية العلوية في إفراز اللعاب والدموع عبر التعصيب اللاودي لعدد من البنى، بما في ذلك الغدة الدمعية وغدد الأنف المخاطية، والحنك والبلعوم. تقع النواة المفردة الوجهية، التي تحمل معلومات التذوق من الثلثين الأماميين للسان، ذيليًا بالنسبة إلى السقيفة الجسرية في النخاع المتوسط.

- تقع النواة الدهليزية العلوية، التي تمثل واحدة من أربع نوى دهليزية، داخل جسر فارول. تعالج النوى الدهليزية المعلومات الواردة من قنوات الأذن المتعلقة بتوجيه الرأس وتسارعه. تقع النوى المتبقية داخل نخاع المستطيل.
- يقع قسما النواة القوقعية، المسؤولة عن معالجة المدخلات الصوتية الواردة من القوقعة، على محيط جسر فارول والنخاع المستطيل. تعبر بعض ألياف العصب القوقعي في السقيفة الجسرية، مكونة الجسم المنحرف، الذي يُعتقد أن له دور في تحديد موقع الصوت.

### وظائف الجهاز كولوني الفعل المتوسط الجسري
تحتوي السقيفة الجسرية على نواتين كولينيتي الفعل بشكل سائد، نواة السويقة الجسرية (بّي بّي إن) والنواة السقيفية الظهرية الجانبية، اللتان تمتدان على نحو واسع في أنحاء الدماغ.
تشارك «بّي بّي إن» في العديد من الوظائف، بما في ذلك التيقظ، والانتباه، والتعلم، والمكافأة وحركات الأطراف الإرادية ونمط الحركة. اعتُقد سابقًا أن هذه النواة هامة من أجل بدء الحركة، لكن أظهرت الأبحاث الحديثة وجود دور لها في توفير الارتجاع الحسي إلى القشرة المخية. أثبتت الأبحاث الحديثة مشاركة «بّي بّي إن» في تخطيط الحركة، إذ تُنشط مختلف الشبكات العصبونية في «بّي بّي إن» خلال الحركة الحقيقة والمتخيلة.
تشارك أيضًا في توليد نوم حركة العين السريعة (نوم الريم) والحفاظ عليه. في الدراسات على الحيوانات، أدت الآفات في السقيفة الجسرية إلى انخفاض نوم الريم أو حتى إلغائه. يؤدي حقن الناهضة كولونية الفعل (مثل الكرباكول) داخل السقيفة الجسرية إلى إنتاج حالة من نوم الريم لدى القطط. تشير دراسات التصوير المقطعي بالإصدار البوزيتروني (بّي إي تي) إلى وجود ارتباط بين تدفق الدم في السقيفة الجسرية ونوم الريم.
تُعد الموجات الجسرية، موجات «بّي جي أو» أو موجات-بّي لدى القوارض، موجات دماغية متولدة في السقيفة الجسرية. يمكن ملاحظتها لدى الثدييات في المرحلة السابقة لبداية نوم الريم، وتستمر طوال مسارها. بعد فترات عدة من تدريب الذاكرة، تزداد كثافة موجات-بّي خلال فترات النوم اللاحقة لدى الفئران. قد يعطي هذا مؤشرًا على وجود ارتباط بين التعلم والنوم.